# 澜沧蝮
澜沧蝮（学名：Gloydius huangi），一种分布于中华人民共和国西藏自治区东部澜沧江上游河谷及周边地区的毒蛇，隶属于蝰科亚洲蝮属。种加词取自中国动物学家，黄山学院教授黄松的姓氏。

## 形态特征
澜沧蝮头部呈卵圆形，头部和身体背部底色为淡黄褐色，头顶具有一对略呈矩形的深黑色斑块，枕部有一对深黑色“C”形图案，躯干自颈部起有多个带深色边缘的棕橄榄色斑块，斑块向身体后部逐渐变暗，至尾部变为深黑色。

## 保护
本种于2023年被收录入《有重要生态、科学、社会价值的陆生野生动物名录》。